# Zigomar
Zigomar est un personnage de roman-feuilleton créé par Léon Sazie, dont les aventures littéraires débutèrent en 1909 dans le quotidien Le Matin. Criminel masquant son visage sous une cagoule rouge, il dirige une bande de malfaiteurs — « la bande des Z » — opérant dans Paris.
Face au succès, Léon Sazie publie six romans entre 1909 et 1924 et un recueil de nouvelles publiées en 1938. Le personnage est adapté au cinéma par Victorin Jasset dans une trilogie sortie entre 1911 et 1913.

## Présentation du personnage
Chef du gang de « la bande des Z », Zigomar porte une cagoule rouge qui masque son visage. Ses aventures criminelles le confrontent à la police en la personne de Paulin Broquet. Par ailleurs, totalement amoral, il va jusqu'à trahir la France durant des aventures allemandes.

## Romans et nouvelles
Certaines aventures de Zigomar ont été publiées dans le journal Le Matin en feuilleton :
- Zigomar, 1910Paru dans Le Matin du 7 décembre 1909 au 22 mai 1910 et annoncé le 3 décembre 1909. Réédité chez Ferenczi en fascicules illustrés par Georges Vallée avec les sous-titres Le maître invisible, Les lions et les tigres et L’heure de la justice, puis en 1916 en volume illustré par Gino Starace et enfin en 1922 tronqué en deux volumes illustrés par Henri Armengol sous les titres Zigomar et Riri la jolie.
- La Femme rousse, 1910Paru dans Le Matin du 12 juillet au 13 novembre 1910 et annoncé le 8 juillet. Réédité chez Ferenczi en fascicules illustrés par Georges Vallée avec les sous-titres Le bras marqué, Dans l’au-delà et My Darling puis tronqué en 1923 en deux volumes illustrés par Henri Armengol sous les titres La Femme rousse et My Darling.
- Peau d'anguille, 1912Paru dans Le Matin du 10 mai au 14 septembre 1912. Réédité chez Ferenczi en fascicules illustrés par Georges Vallée avec les sous-titres L’homme inattendu et Au plus fort ! puis en 1916 rallongé en volume illustré par Gino Starace sous le titre Zigomar au service de l'Allemagne.
- Bouche-en-cœur, 1917Paru dans Le Petit Journal du 14 janvier au 20 juin 1917 et annoncé du 5 au 11 et le 13 janvier.
- Zigomar contre Zigomar, Ferenczi, 1924Paru en fascicule.
- Un nouveau coup de Zigomar, Jules Tallandier, 1939Recueil regroupant les nouvelles publiées dans Le Petit Parisien du 6 août au 2 octobre 1938.
  - Le « Z » au menton, 1938
  - Les Corps inattendus, 1938
  - Livré au fauve, 1938
  - Les Pipes en or, 1938
  - Le Volcan fantaisiste, 1938
  - Les Tueurs d'ombre, 1938
  - Le Pendu sans figure, 1938
  - Le Train gazé, 1938

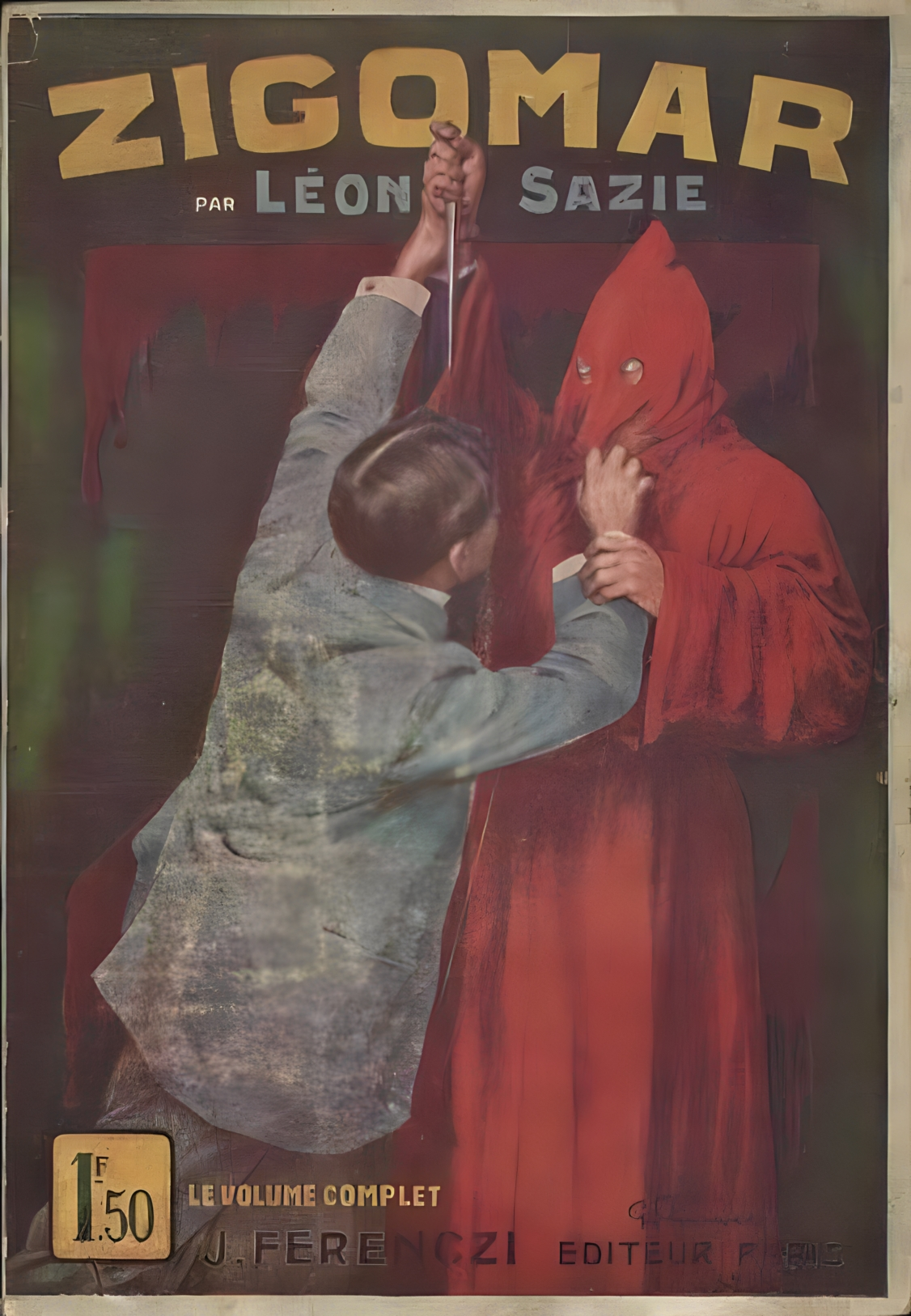
Couverture illustrée par Gino Starace pour le roman Zigomar (J. Ferenczi, 1916).
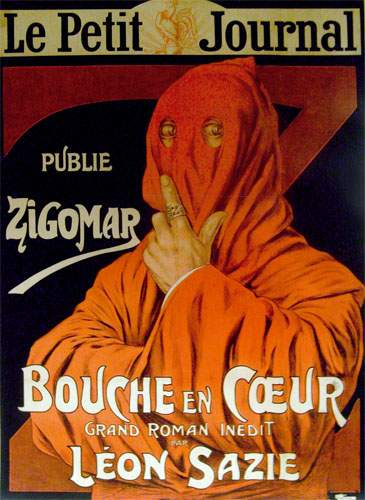
Illustration de Gino Starace pour une réclame de Zigomar-bouche-en-cœur, roman-feuilleton publié dans Le Petit Journal (janvier-juin 1917).
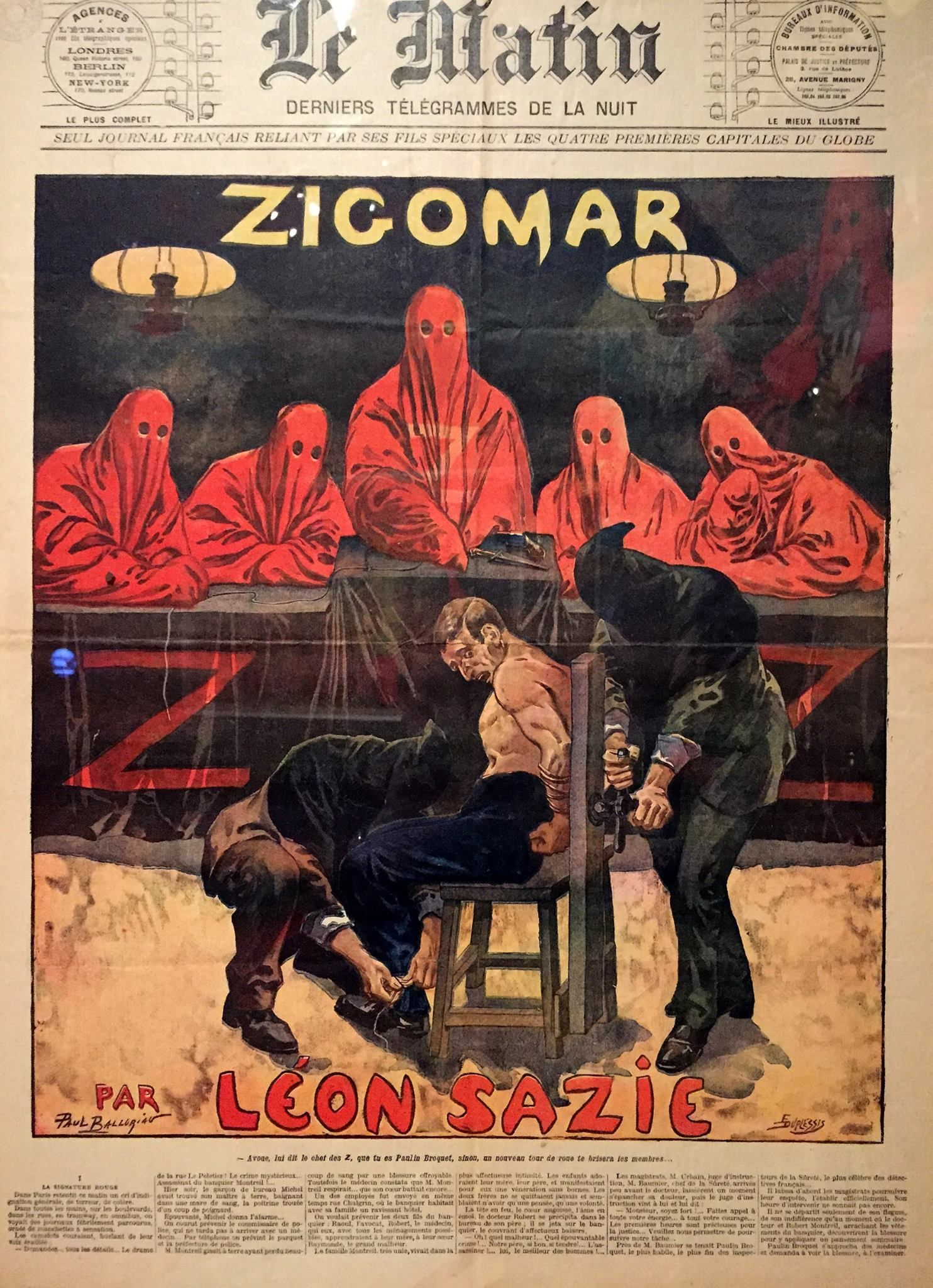
Illustration de Paul Balluriau dans le journal Le Matin.
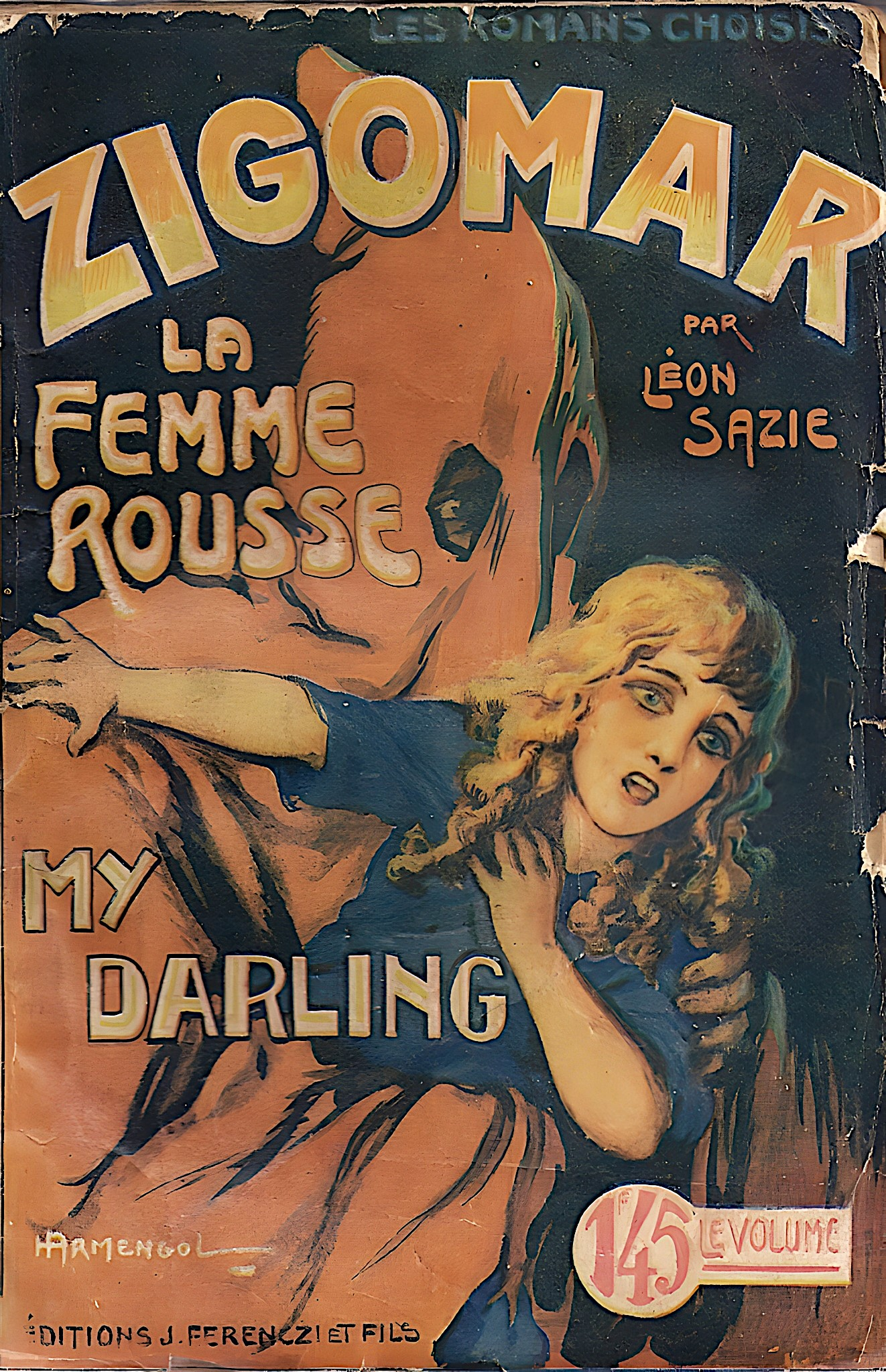
Couverture illustrée par Henri Armengol pour le roman Zigomar. La femme rousse. My darling (J. Ferenczi & fils, 1923).
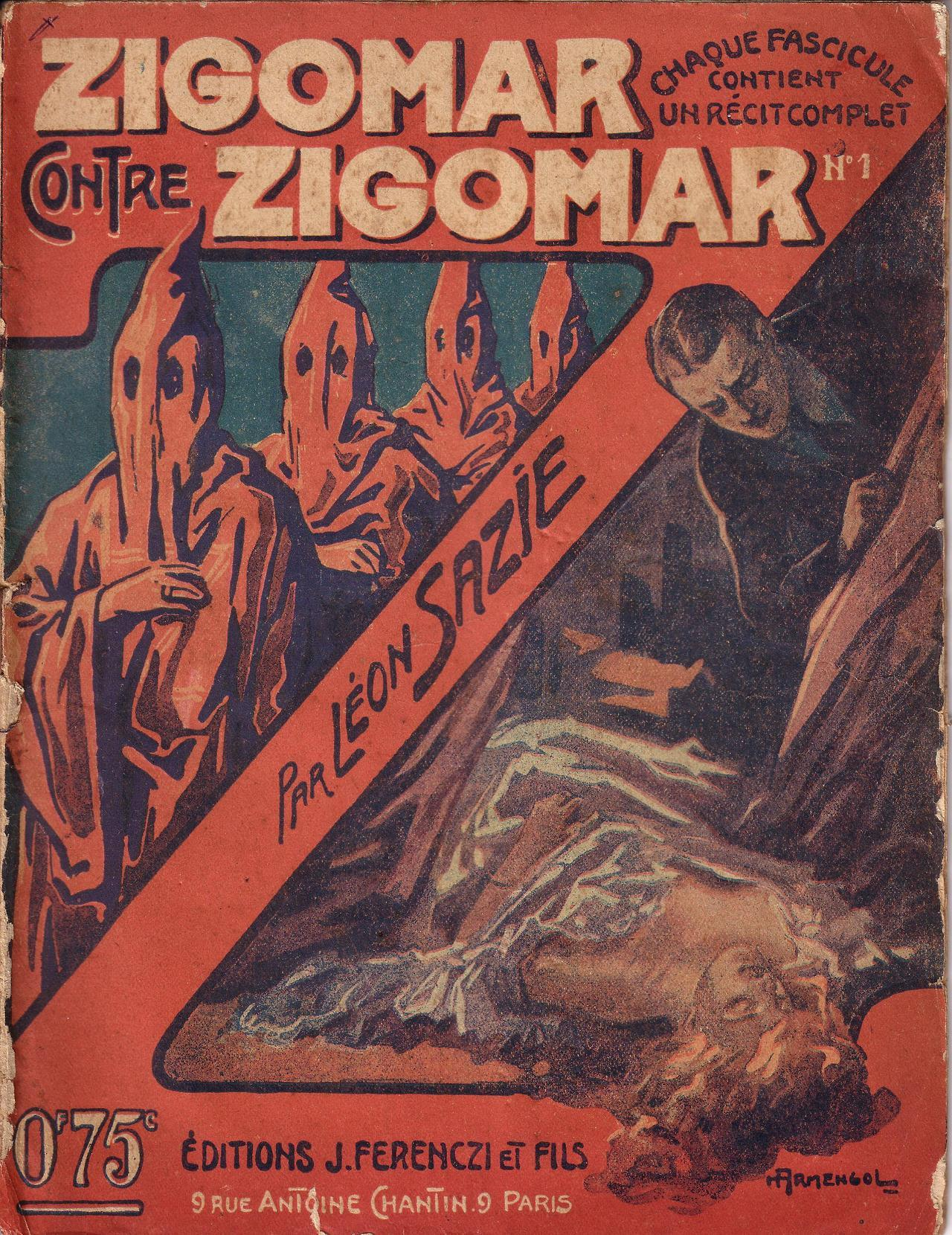
Couverture illustrée par Henri Armengol pour le roman Zigomar contre Zigomar (J. Ferenczi & fils, 1924).

## Inspirations
On dit que Zigomar est devenu une grande source d'inspiration pour l'un des plus anciens super-vilains japonais, le Dr. Nazo, le principal méchant de la franchise Ōgon Bat qui a fait ses débuts en 1930, alors qu'il était à l'origine connu sous le nom de Black Bat dans l'histoire de Kamishibai du même nom.  La franchise Zigomar, par ailleurs, est devenue un véritable engouement au Japon de la fin de la période Meiji à la période Taisho.

## Adaptations cinématographiques
Le réalisateur Victorin Jasset a réalisé quatre films d'après l'œuvre de Léon Sazie sortis entre 1911 et 1913. Après Zigomar, roi des voleurs (1911), le film Zigomar (1911) est en fait le premier d'une série suivi de Zigomar contre Nick Carter (1912) puis de Zigomar, peau d'anguille (1913).
Un film portant le titre Zigomar a mangé une éponge réalisé par un metteur en scène resté anonyme et qualifié de "scène comique" à sa sortie au début de 1910, semble n'avoir aucun rapport avec le personnage de Léon Sazie. Il confirme néanmoins que le nom de Zigomar n'est pas une création de l'écrivain.
- 1911 : Zigomar, roi des voleurs, film (935 m) de Victorin Jasset, avec Alexandre Arquillière dans le rôle-titre et André Liabel dans celui du policier Paulin Broquet. Musique d'accompagnement de Khodiakoff[3].
- 1911 : Zigomar, film de Victorin Jasset, avec Alexandre Arquillière dans le rôle-titre et André Liabel dans celui du policier Paulin Broquet.
- 1912 : Zigomar contre Nick Carter[4], film en 4 parties (1 050 m) de Victorin Jasset, avec Alexandre Arquillière dans le rôle-titre et André Liabel dans celui du policier Paulin Broquet. 1ère partie : Zigomar ressuscite[5] ; 2ème partie : Les deux Zigomar[6] ; 3ème partie : Face à face[7] ; 4ème partie : La fin de Zigomar[8].
- 1913 : Zigomar, peau d'anguille, film en 3 parties (995 m) de Victorin Jasset, avec Alexandre Arquillière dans le rôle-titre et André Liabel dans celui du policier Paulin Broquet. 1ère partie : La résurrection de Zigomar[9] ; 2ème partie : L'éléphant cambrioleur[10] ; 3ème partie : Le brigand de l'air[11].

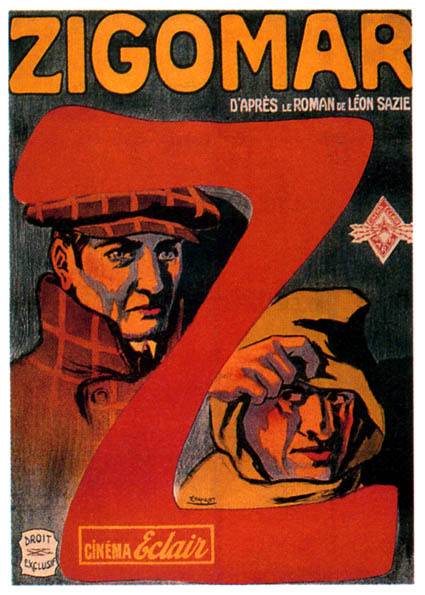
Affiche du film Zigomar (1911).
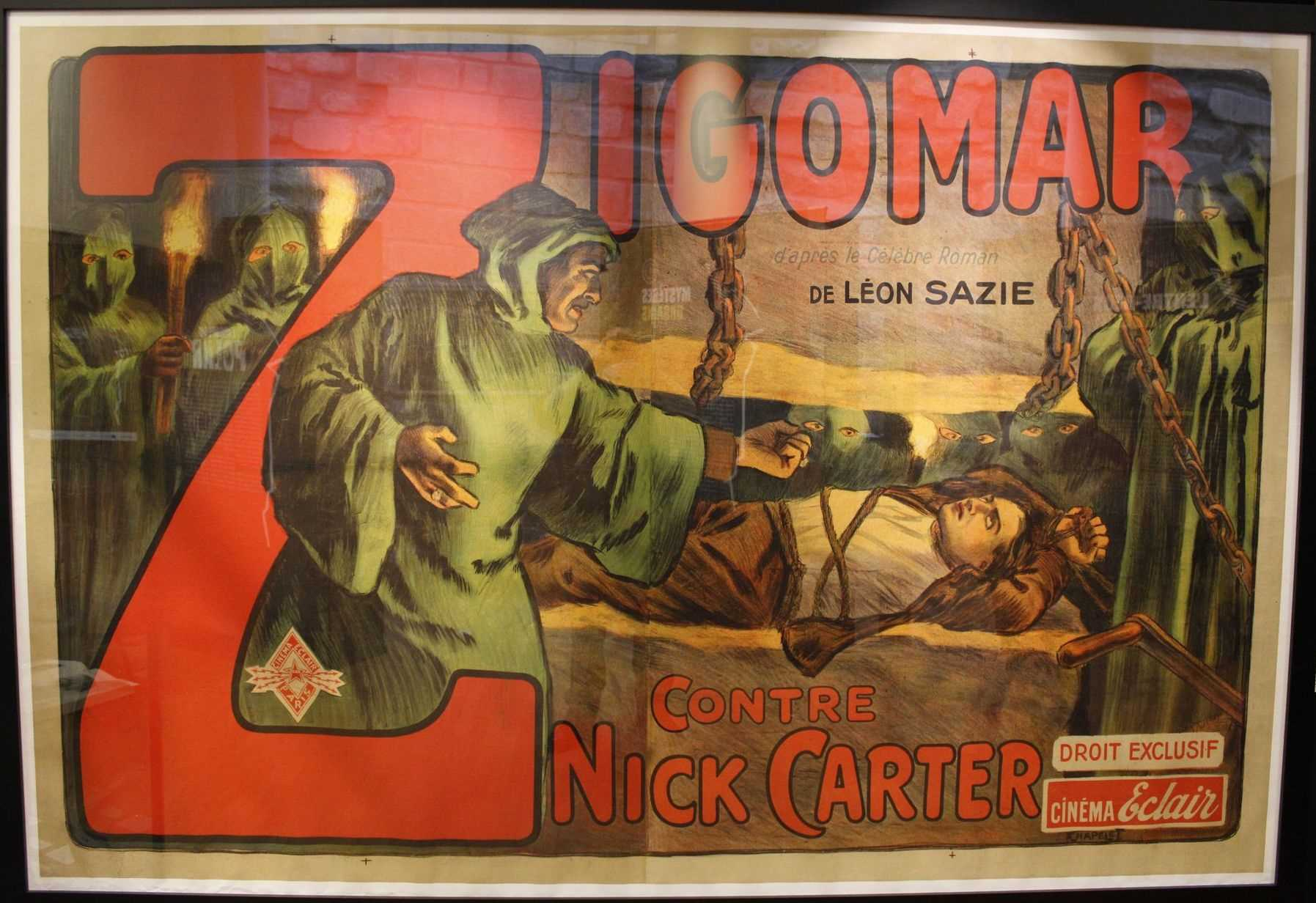
Affiche du film Zigomar contre Nick Carter (1912).
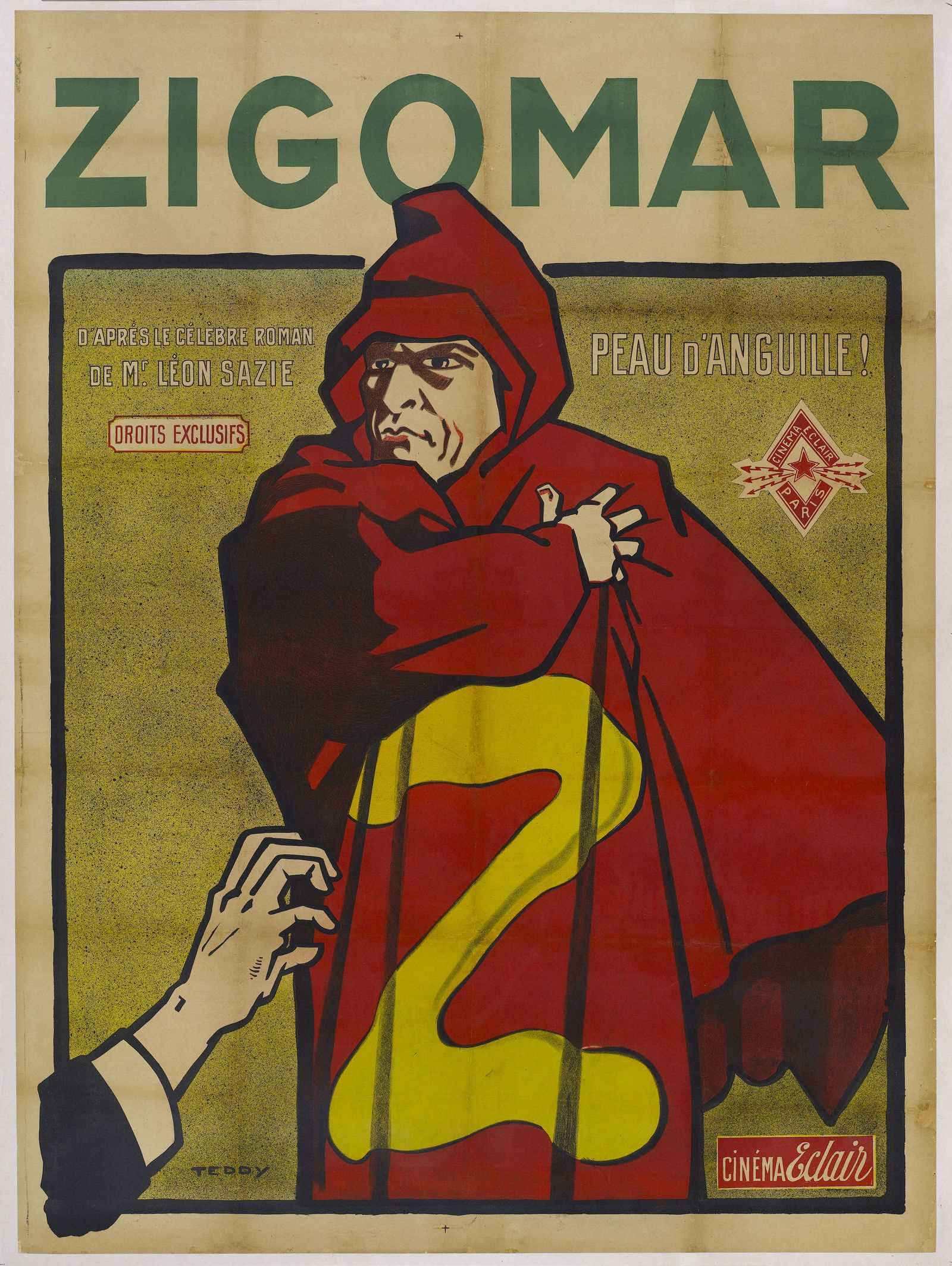
Affiche du film Zigomar, peau d'anguille (1913).
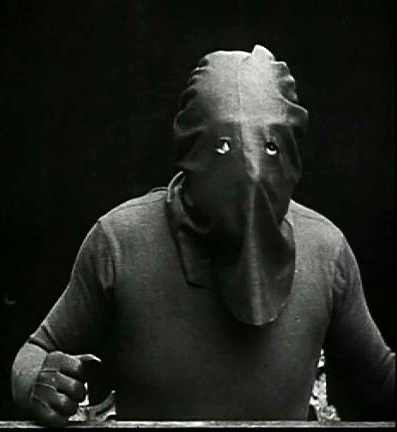
Photogramme du film de Victorin Jasset.
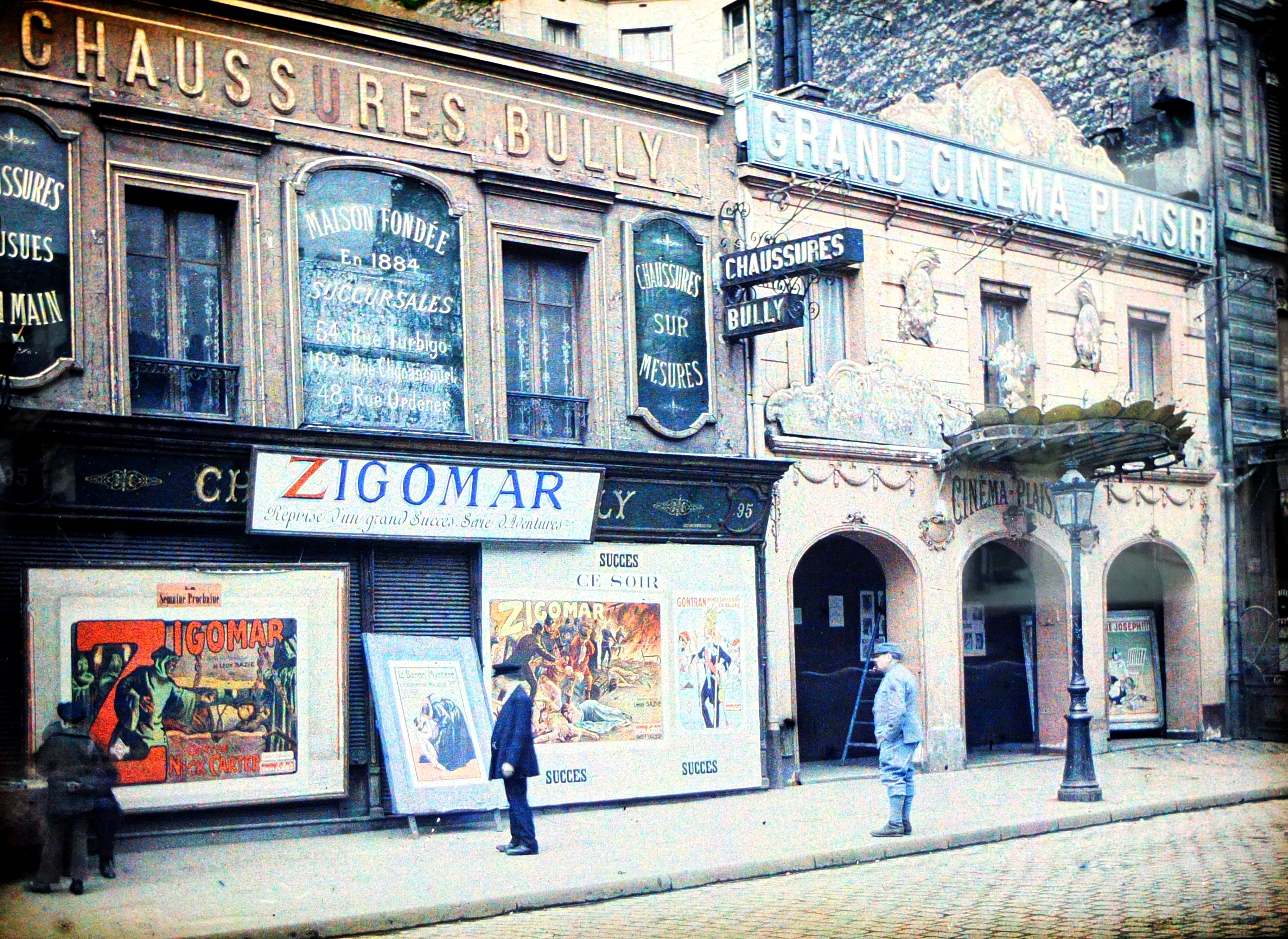
Durant la Grande Guerre, en 1917 ou 1918, des badauds (dont un soldat en uniforme bleu horizon) contemplent des affiches annonçant la ressortie de deux films Zigomar d'avant-guerre au « Grand Cinéma Plaisir » sis au 95 bis, rue de la Roquette à Paris 11e. Autochrome d'Auguste Léon[12],[13].

En 1911, le premier film Zigomar, renommé Tantei Kitan Jigoma (探偵奇譚ジゴマ), est le premier succès étranger au Japon via Fukuhōdō. Il sera suivi de nombreux films japonais originaux jusqu'à une interdiction policière le 20 octobre 1912.
Par la même société :
- 1911 : On'na Jigoma (女ジゴマ)
- 1912 : Jigoma Kōhen (ジゴマ後編), aussi appelé Jigoma Zokuhen (ジゴマ続編)
- 1912 : Akuma Batora (悪魔バトラ)
- 1912 : Soniya (ソニヤ)
- 1912 : Jigoma Dai Tantei (ジゴマ大探偵)
- 1912 : Zoku Jigoma Dai Tantei (続ジゴマ大探偵)

Yoshizawa Shōten réalisa aussi d'autres films Zigomar :
- 1912 : Nihon Jigoma (日本ジゴマ)
- 1912 : Jigoma Kaishin-roku (ジゴマ改心録)
- 1912 : Dai Akuma (大悪魔)

La société M. Pathe fit de même :
- 1912 : Shin Jigoma Dai Tantei (新ジゴマ大探偵)

## Postérité
À la suite du succès des aventures de Zigomar, Léon Sazie recycle le thème en proposant les aventures d'un équivalent allemand, Bochemar — parues dans Le Journal du 28 juin au 5 octobre 1916 — et celles de Tréflar, chef de malfaiteurs qui se font appeler « Les Trèfles Noirs » — parues dans Le Petit Journal du 4 mai au 20 juillet 1919.
Dans un magazine serbe de bande dessinée destiné à la jeunesse, le scénariste Branko Vidić et le dessinateur Nikola Navojev publient en 1939 les aventures d'un homme masqué appelé Zigomar. Cependant, dans cette version, il est devenu un justicier américain qui s'allie avec le Fantôme pour combattre le crime. Cette bande dessinée s'exporte dans de nombreux pays, mais, sans doute pour des raisons de droits, Zigomar est rebaptisé « Masque Rouge » en France.

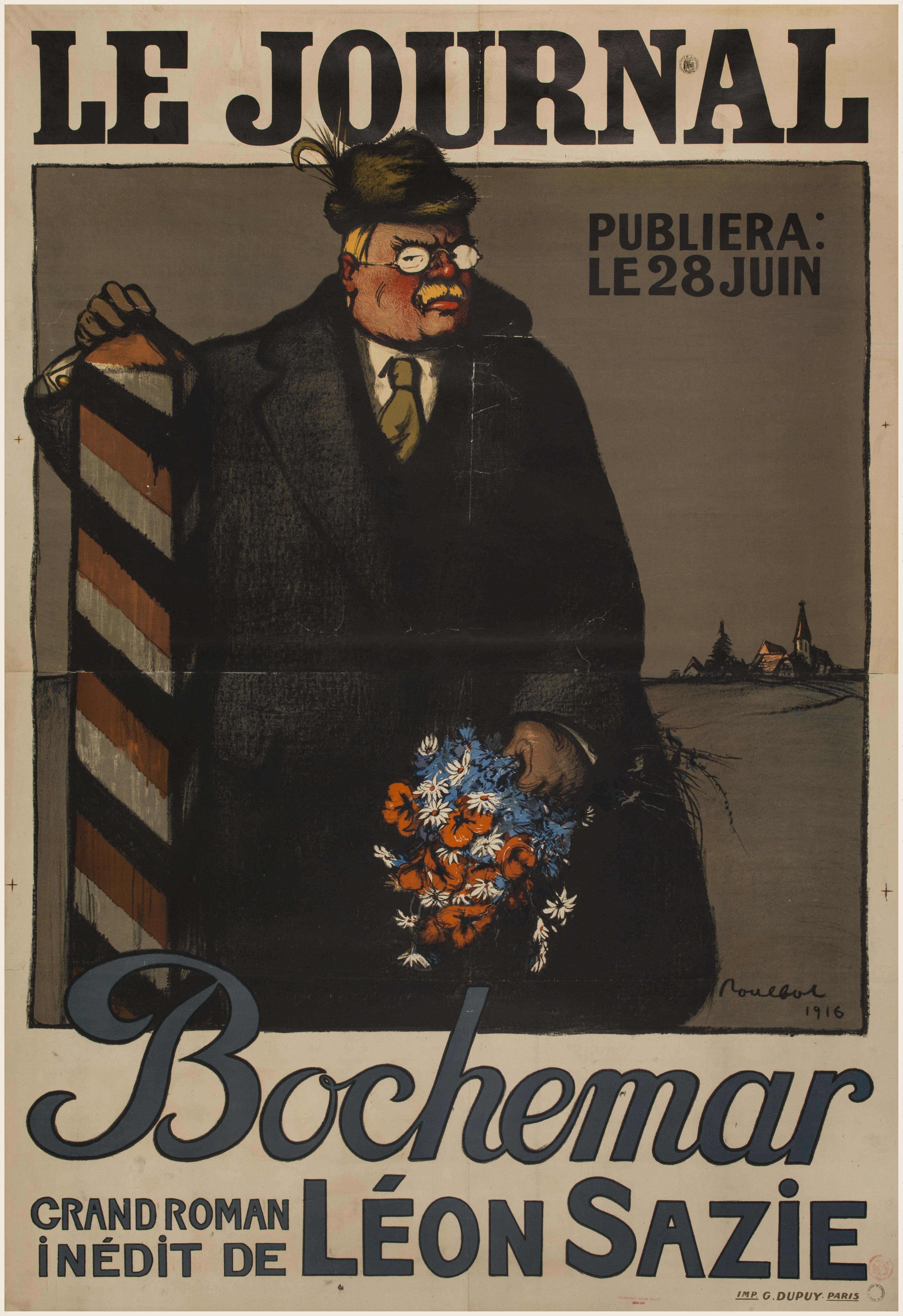
Affiche publicitaire de Poulbot pour la publication en feuilleton de Bochemar dans le quotidien Le Journal.
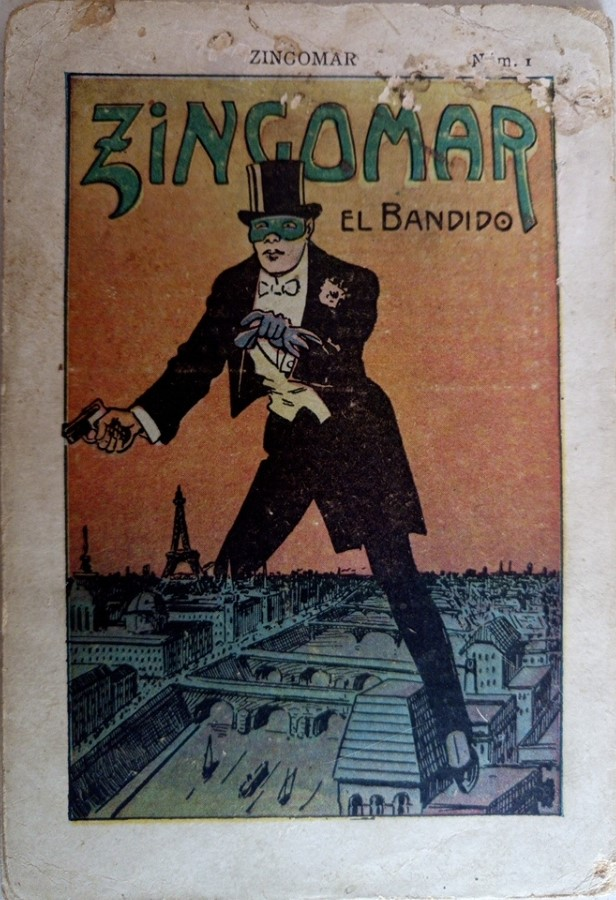
Zingomar el bandido (« Zingomar le bandit »), vignette d'une série éditée par les chocolats Palancino en Espagne.
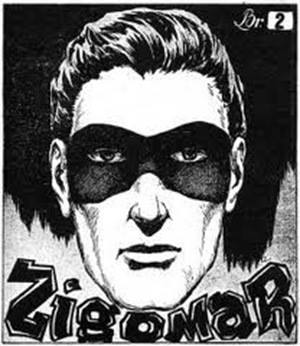
Le héros serbe Zigomar pourrait avoir été inspiré par le criminel homonyme.